# Ergun
Cette page contient des caractères spéciaux ou non latins. S’ils s’affichent mal (▯, ?, etc.), consultez la page d’aide Unicode.
Ergun (chinois : 额尔古纳市 ; pinyin : É'ěrgǔnà shì, du mongol : ᠡᠷᠬᠥᠨ᠎ᠠ
ᠬᠣᠲᠠ, cyrillique : Эргүнэ хот, MNS : Ergune khot), ou parfois Argoun (russe : Аргун) est une ville de la région autonome de Mongolie-Intérieure en Chine. C'est une ville-district placée sous la juridiction de la ville-préfecture de Hulunbuir.
Elle porte le nom de l'Argoun (du bouriate en écriture cyrillique : Үргэн, Urgen, littéralement : « Fleuve large »), qui y coule avant de rejoindre l'Amour.

## Démographie
La population du district était de 82 998 habitants en 1999.

## Culture

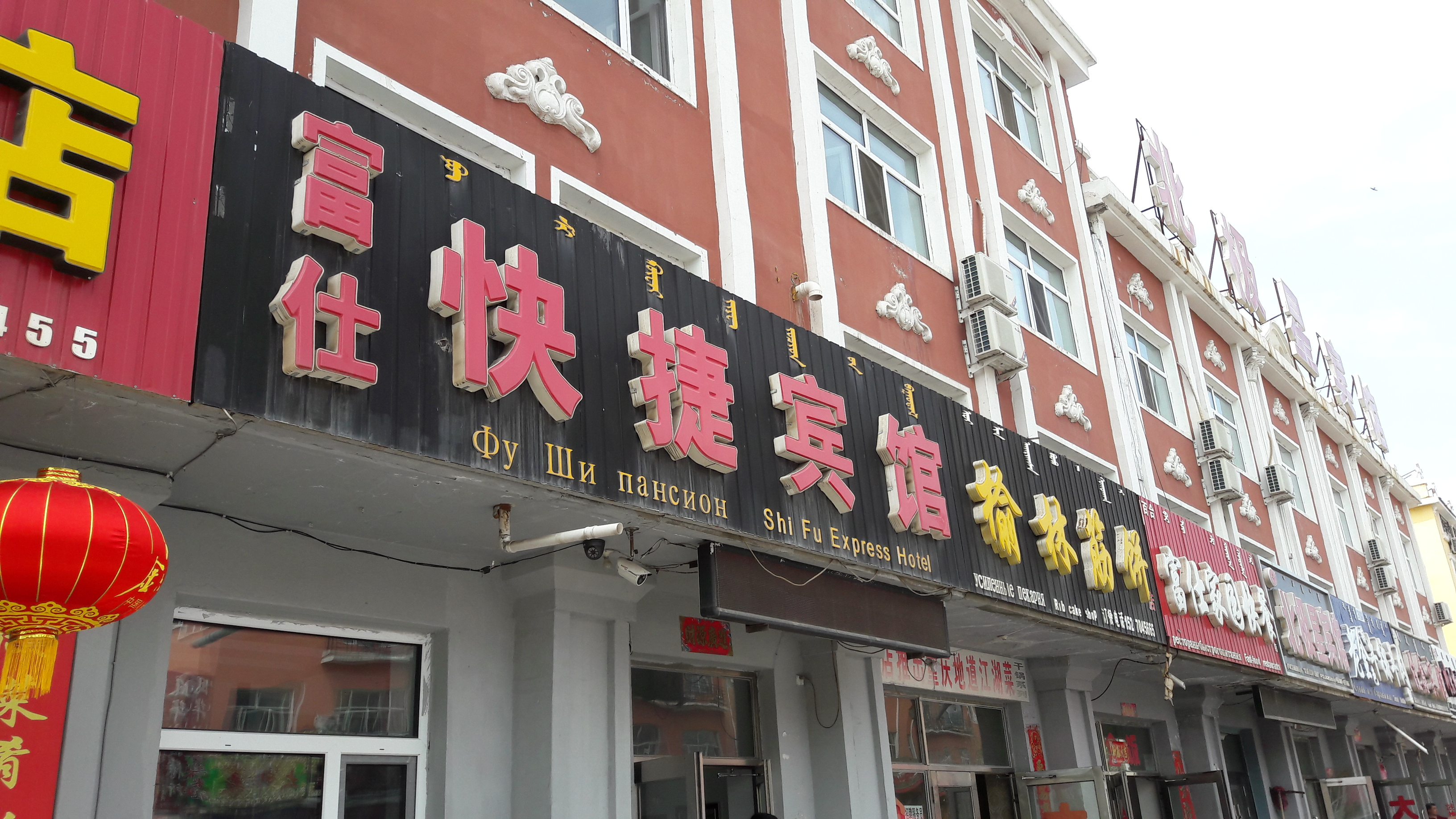
Panneaux de la ville en quatre langues, Mongol, chinois, russe et anglais

La ville étant située en Mongolie-Intérieure et près de la frontière Russe, avec une importante population russophone, la majorité de ses panneaux et inscriptions, sont en Mongol bichig, chinois han, russe (cyrillique), ainsi qu'en anglais et pinyin en caractères latins. De nombreux bâtiments sont d'inspiration russe.
La région comporte un important marais, peu large, mais très étendu. On peut l'observer depuis un parc possédant un point d'observation au sommet d'un mont situé au Nord du centre ville.
Les Ruines de Heishantou (黑山头城址), sont classées dans la liste des sites historiques et culturels majeurs protégés au niveau national (Mongolie intérieure).
La culture toungouse Evenki est une des cultures de ce territoire.

## Industrie
La ville possède une usine Nestlé au bord du centre urbain.

## Énergie
De nombreux parcs éoliens sont disséminés sur le territoire de la ville-préfecture.